# Словікув (Мазовецьке воєводство)
Словікув (пол. Słowików) — село в Польщі, у гміні Пшитик Радомського повіту Мазовецького воєводства.
Населення — 115 осіб (2011).
У 1975-1998 роках село належало до Радомського воєводства.

## Демографія
Демографічна структура станом на 31 березня 2011 року:
|          | Загалом | Допрацездатний вік | Працездатний вік | Постпрацездатний вік |
| -------- | ------- | ------------------ | ---------------- | -------------------- |
| Чоловіки | 57      | 12                 | 41               | 4                    |
| Жінки    | 58      | 11                 | 34               | 13                   |
| Разом    | 115     | 23                 | 75               | 17                   |